# 水口藩
水口藩（みなくちはん）は、近江国水口周辺（現在の滋賀県甲賀市）を領した藩。藩庁は水口城。

## 略歴
豊臣政権当時、五奉行の1人であった長束正家が5万石、後に12万石で水口岡山城（古城）に入っていたが、関ヶ原の戦いで西軍について滅亡、その後は幕府領となっていた。
天和3年（1682年）、賤ヶ岳の七本槍の一人として知られる加藤嘉明の孫で、外様の石見吉永藩（1万石）藩主・加藤明友が祖父と自身の功により1万石の加増を受け、2万石で近江国水口城主となり立藩。水口城は造園の名手・小堀政一（遠州）の手によるものと伝わる。
子の明英は譜代の格式を与えられ、元禄3年（1690年）に寺社奉行から若年寄に昇進し、5千石の加増を受けて元禄8年（1695年）、下野壬生藩に移封となった。
替わって能登下村より、譜代の鳥居忠英が2万石で入部する。忠英は正徳元年（1711年）、寺社奉行から若年寄に昇進し、正徳2年（1712年）に下野壬生藩に移封となった。
同年、入れ替わりに下野壬生藩より加藤明英の嗣子・嘉矩が2万5千石で入部した。以後、明治維新まで加藤家が領することとなった。明治4年（1871年）、廃藩置県により廃藩となり、水口県となる。

## 歴代藩主

### 加藤家
外様（願譜代） 2万石（1682年 - 1695年）
1. 明友
2. 明英

### 鳥居家
譜代 2万石（1695年 - 1712年） 
1. 忠英

### 加藤家
外様（願譜代） 2万5千石　（1712年 - 1871年）
1. 嘉矩
2. 明経
3. 明煕
4. 明堯
5. 明陳
6. 明允
7. 明邦
8. 明軌
9. 明実

## 幕末の領地
- 近江国
  - 甲賀郡のうち - 35村
  - 蒲生郡のうち - 7村
  - 坂田郡のうち - 3村

明治維新後に、甲賀郡1村（旧川越藩領）が加わった。